# 中国2010年上海世界博览会英国馆
31°11′10″N 121°28′21″E / 31.1861144°N 121.4725256°E
中国2010年上海世界博览会英国馆是2010年上海世博会上代表英国的展馆，位于世博园区C片区。其主题是“传承经典，铸就未来”，被称为“会发光的盒子”。该馆設計人是托馬斯·赫斯維克，形象代言人为英国女高音莎拉·布莱曼。

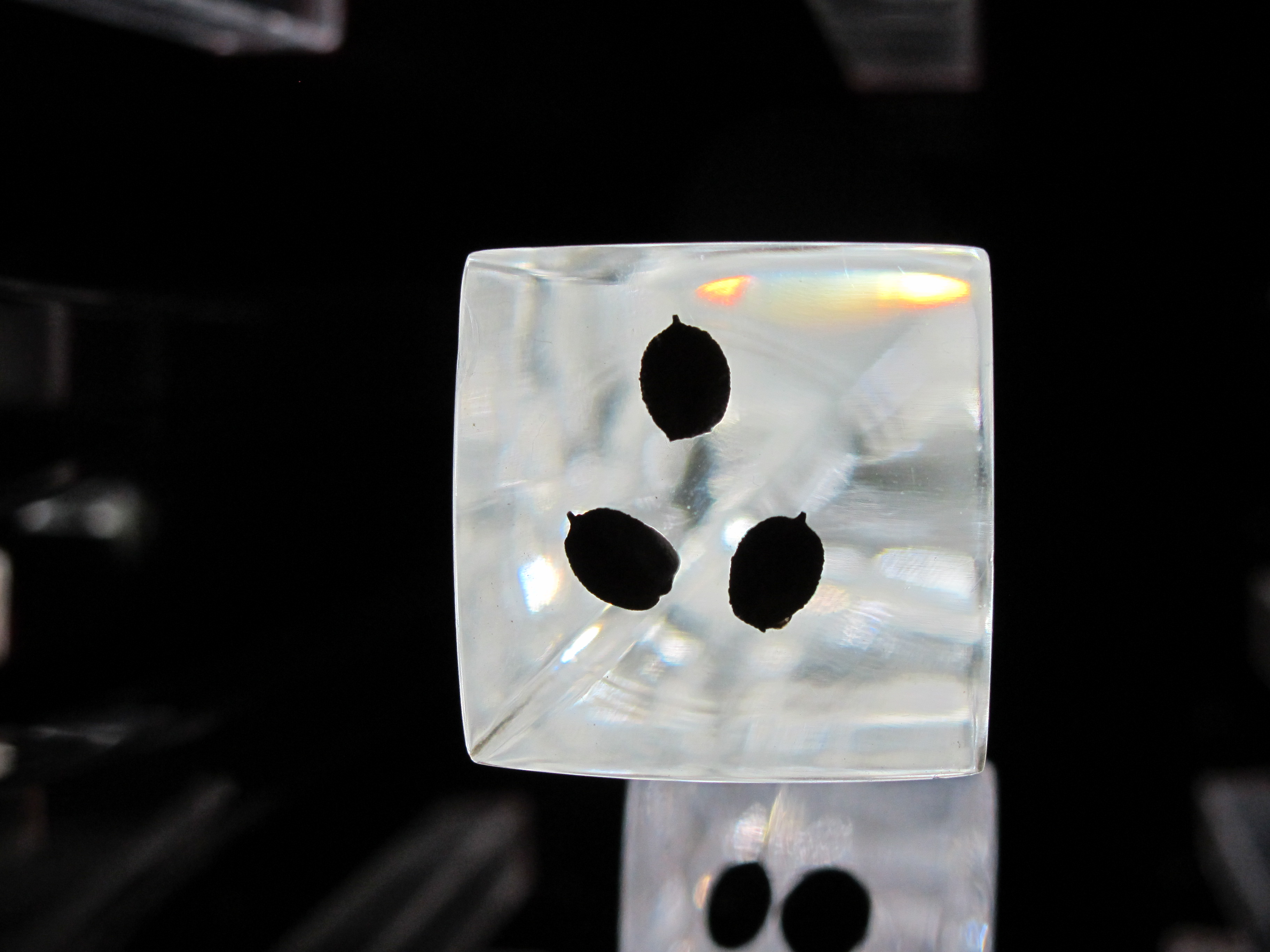
英國館內的種子

英国馆共有四部分组成，分别为“绿色城市”、“开放城市”、“种子殿堂”和“活力城市”。其中最大的亮点是一个六层楼高、立方体的“种子殿堂”，它的周围插了大约6万根透明的亚克力杆。这些亚克力杆会随风摇摆。白天，光线可以透用亚克力杆照亮内部。而晚上，则能够通过杆内的LED白色光源进行照明。同时，在每一根杆内部都含有不同种类的种子。这些种子是由邱园与昆明植物研究所合作的种子银行所提供。
在展馆周围的空地上，还建有形同包装纸的遮阳处，观众能够在折起部分下乘凉。